# Rana aurora
Rana aurora е вид земноводно от семейство Водни жаби (Ranidae).

## Разпространение
Видът е разпространен в Канада и САЩ.